# Merla dorsi-rogenca
La merla dorsi-rogenca (Turdus rufopalliatus) és un ocell de la família dels túrdids (Turdidae).

## Hàbitat i distribució
Habita boscos, matolls i ciutats de les terres baixes i muntanyes de Mèxic, des del sud de Sonora, cap al sud, fins l'oest de Puebla i Oaxaca.